# 大善寺駅

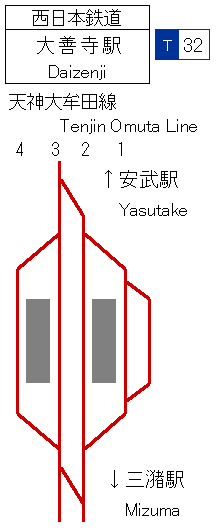
配線図

大善寺駅（だいぜんじえき）は、福岡県久留米市大善寺町宮本にある西日本鉄道（西鉄）天神大牟田線の駅。駅番号はT32。全列車停車駅である。大川鉄道時代は安武駅との間に御塚駅があった。

## 歴史
- 1912年（大正元年）12月30日：大川鉄道の駅として開業。
- 1937年（昭和12年）
  - 6月22日：大川鉄道が九州鉄道に吸収合併され、同社の駅となる。
  - 10月1日：津福 - 当駅間が1435mmに改軌・電化され、大牟田線に編入される。当駅 - 榎津（のちの西鉄大川）間は大川線となる。
- 1939年（昭和14年）11月1日：急行創設とともに停車駅となる。
- 1942年（昭和17年）9月19日：九州鉄道などが九州電気軌道に合併され、同社の駅となる（3日後の9月22日に同社は西日本鉄道と改称）。
- 1951年（昭和26年）9月25日：大川線が休止となる（復活することなく、1966年（昭和41年）5月6日廃止）。
- 1957年（昭和32年）：先代の駅舎を建築。
- 1959年（昭和34年）5月1日：急行の特急格上げとともに通過駅となる。
- 2001年（平成13年）11月10日：特急停車駅に格上げ。全列車が停車するようになる（それまで停車する特急は朝夕に限られていた）。
- 2002年（平成14年）3月13日：西口駅舎を改築[1]。
- 2017年（平成29年）2月1日：駅ナンバリングを導入[2]。
- 2024年（令和6年）9月10日[要出典]：クレジットカードなどのタッチ決済実証実験を開始[3]。

## 駅構造
島式ホーム2面4線と留置線1線とを持つ地上駅。90年代半ばまでは2面3線ホームであり、上り線側が島式となっていた。ホーム間は西鉄福岡（天神）寄りにある構内踏切で結ばれており、駅舎は東口と西口の二箇所にある。ホーム有効長は8両分ある。
聖マリア病院前駅と当駅間は単線であり、当駅から蒲池駅までは複線となる。
かつては当駅から隣の三潴駅までの一駅間しか複線化されておらず、以前からよく普通と特急の行き違いが行われた。複線化の目的は普通電車のロスタイム解消よりも、1983年3月改正でスピードアップされるまで、福岡（天神） - 大牟田間特急（65分運転）の当駅での離合を解消するためだったと思われる。
西鉄天神大牟田線の特急停車駅では唯一、LED式の発車案内板ならびに自動放送が無い。また、特急、急行停車駅では唯一構内踏切を有する。
| ホーム | 路線          | 方向 | 行先                     | 備考 |
| ------ | ------------- | ---- | ------------------------ | ---- |
| 1・2   | ■天神大牟田線 | 下り | 柳川・大牟田方面         |      |
| 3・4   | ■天神大牟田線 | 上り | 久留米・福岡（天神）方面 |      |

当駅で折り返す列車の転線方法は折々のダイヤグラム見直しによって随時変わっており、一旦大牟田方の下り本線に引き上げた後渡り線を通って上りホームに入るパターンと、福岡方が単線でどの線路にも行ける特徴を逆手に取り直接折返し発車する線路に入るパターンがある。

なお、上り（福岡方面行）で当駅折返しとなる列車は設定されていない。当駅以南は原則30分間で上下とも特急（全線通し運転）と普通（甘木線直通ワンマン）が各1本ずつとなる。

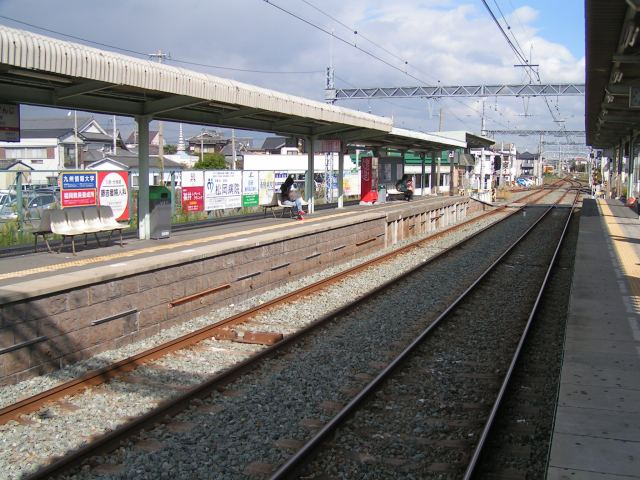
構内 (2005年11月）
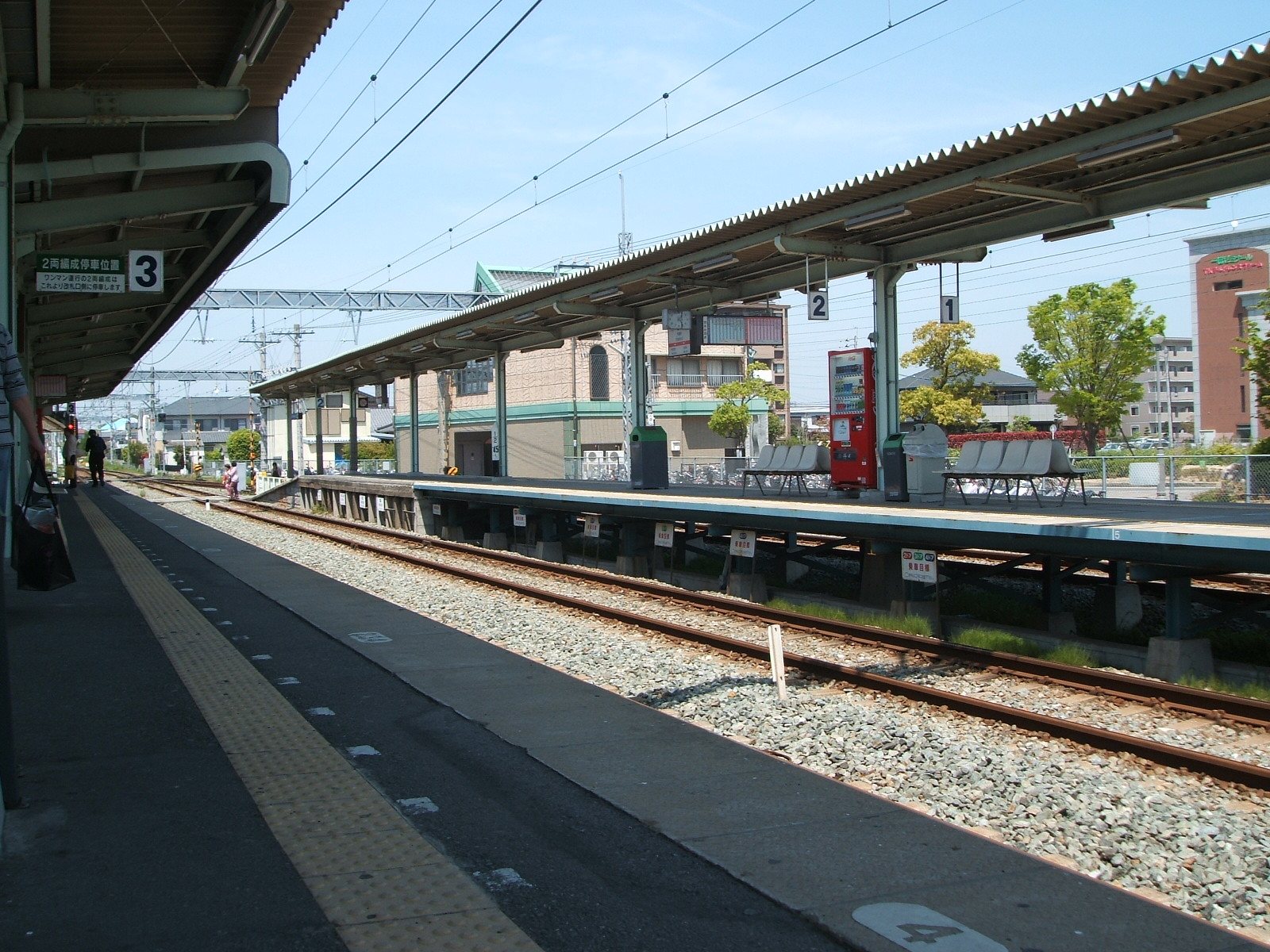
2・3番線と東口駅舎。奥は西鉄福岡（天神）駅方面
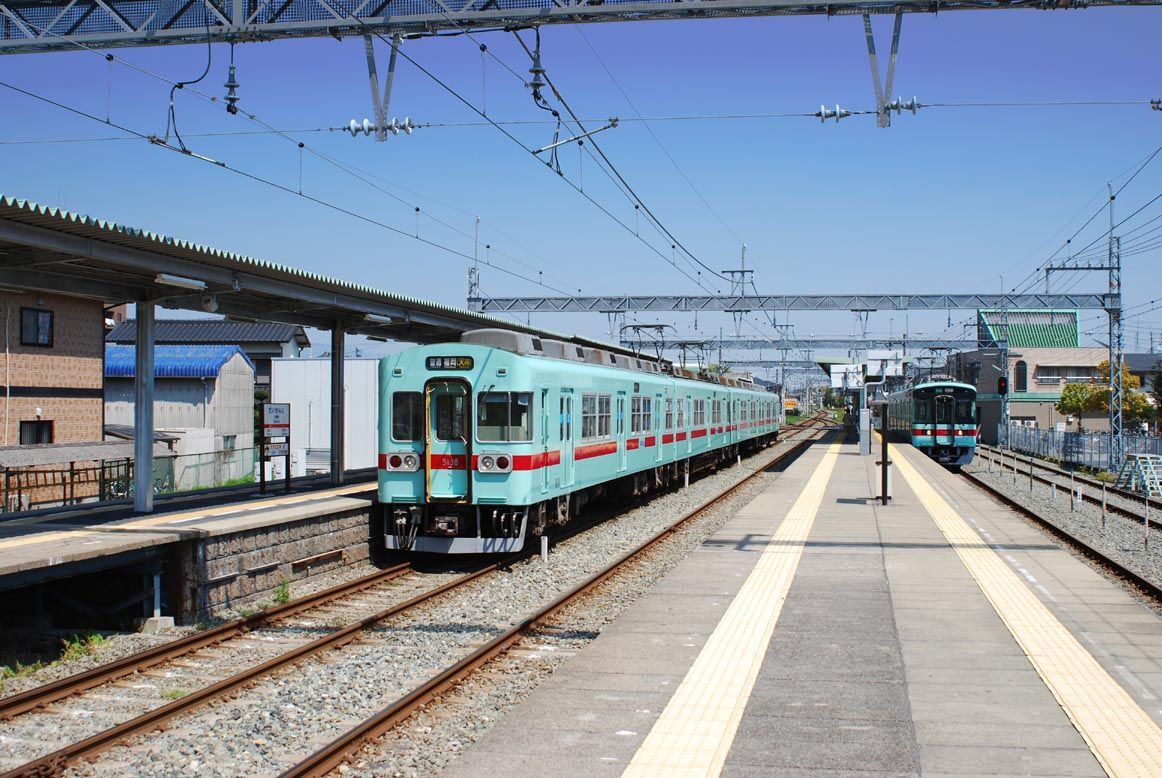
大善寺駅構内。奥は西鉄福岡（天神）駅方面

## 利用状況
2024年度の1日平均乗降人員は3,444人である。特急停車駅としては最小の数値だが、当駅で緩急接続を行っているため、福岡（天神）方面の特急と柳川方面の普通電車の間での乗り換え需要が多い。各年度の1日平均乗車および乗降人員は下表のとおり。
| 年度               | 1日平均 乗車人員 | 1日平均 乗降人員 |
| ------------------ | ---------------- | ---------------- |
| 2007年             | 1,964            | 3,931            |
| 2008年             | 1,926            | 3,854            |
| 2009年             | 1,827            | 3,654            |
| 2010年             | 1,808            | 3,631            |
| 2011年             | 1,740            | 3,490            |
| 2012年             |                  | 3,482            |
| 2013年             | 1,773            | 3,543            |
| 2014年             | 1,682            | 3,365            |
| 2015年             | 1,719            | 3,442            |
| 2016年             | 1,726            | 3,442            |
| 2017年             | 1,710            | 3,328            |
| 2018年             | 1,682            | 3,376            |
| 2019年             | 1,672            | 3,357            |
| 2020年             |                  | 2,691            |
| 2021年             |                  | 2,733            |
| 2022年             |                  | 2,973            |
| 2022年（令和05年） |                  | 3,237            |
| 2024年（令和06年） |                  | 3,444            |

## 駅周辺
東口にロータリー、西口にタクシーの待機場とバス停があり、駅の南側は田園地帯となっている。また、北側に傘橋、その下を筑後川の支流である広川が流れており、付近で上津荒木川と合流している。
- 久留米市立大善寺小学校
- 大善寺郵便局
- 大善寺自動車教習所
- 玉垂宮
- 御塚・権現塚史跡の広場
- 久留米市立筑邦西中学校
- サザンモール
- にしてつストア 三潴店
- 久留米南病院

### 駅前バス停（西口）
西口に大善寺停留所があり、西鉄バス久留米による路線バスがある。
- 城島・大川橋方面（15番）

福岡（天神）方面の特急電車と連絡している。
- JR久留米駅方面（15番、48番）

15番は鬼塚経由、48番は若宮橋経由となっている。

## 隣の駅
西日本鉄道
■天神大牟田線
■特急・■急行
花畑駅（T28） - 大善寺駅（T32） - 西鉄柳川駅（T39）
■普通
安武駅（T31） - 大善寺駅（T32） - 三潴駅（T33）

### かつて存在した路線
西鉄大川線（1952年休止・1966年廃止）
御塚駅（1937年廃止） - 大善寺駅 - 早津崎駅